# Tallafoc
|  | Per a altres significats, vegeu «tallafoc (informàtica)». |

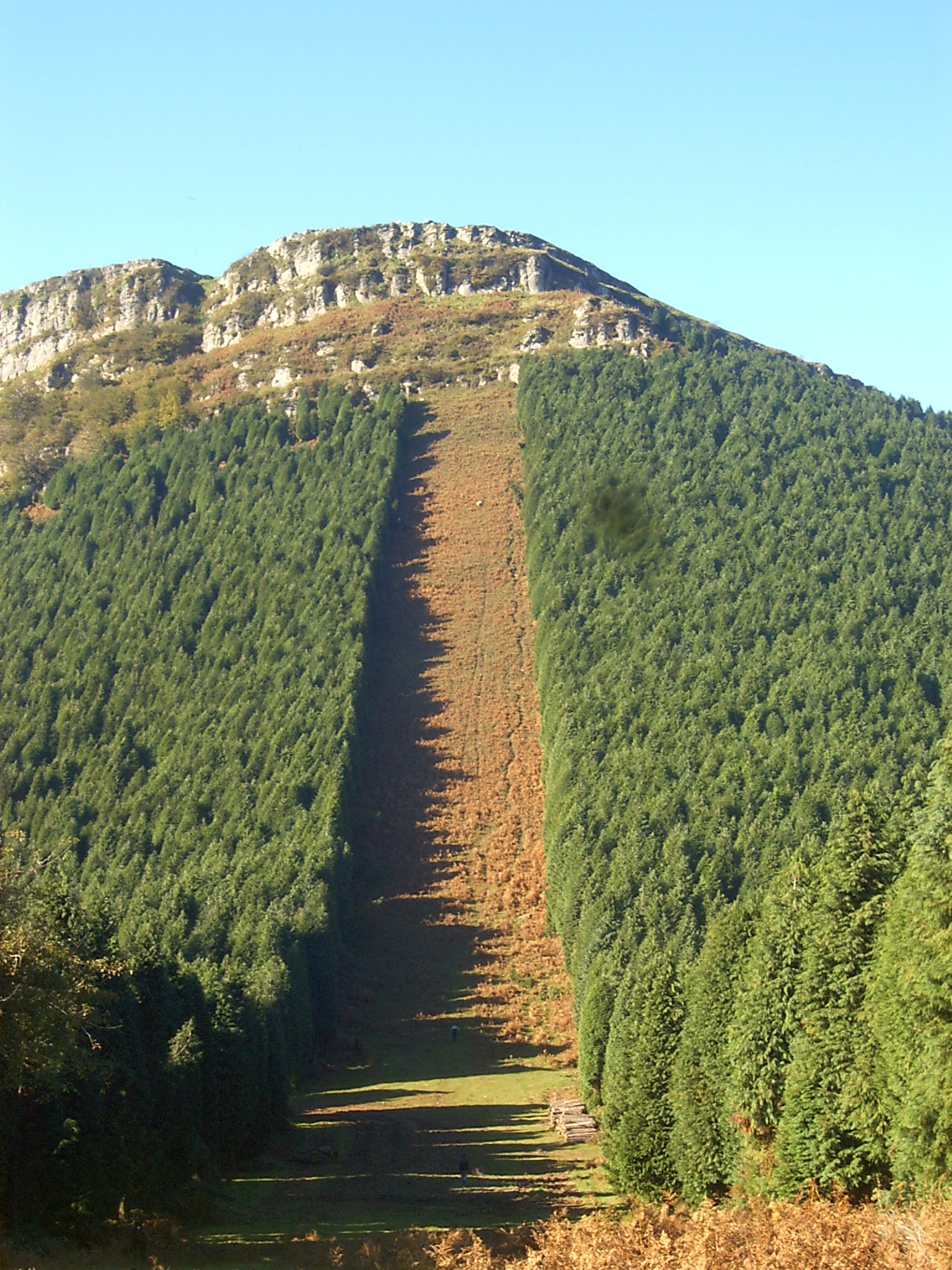
Exemple de Tallafoc

Un tallafoc és un espai de terreny que no té cap mena de combustible, d'aquesta forma els incendis forestals no es poden escampar. Existeixen tallafocs naturals, artificials o creats. Els naturals són simplement un terreny amb escàs o cap mena de vegetació, com els rius, els artificials poden ser carreteres, i els creats són fets pels bombers durant o abans de l'incendi, desforestant una àrea seleccionada.
Al segle xiv a Sardenya ja es construïen tallafocs (doha en sard) al voltant dels pobles. La Carta de Logu, a l'article 49, ja obligava el 1386 a l'existència i manteniment del doha, i imposava multa a qui no ho respectés i se'l feia responsable dels danys que pogués causar el foc.